# Bernard Fresson
Bernard Fresson   (Reims, 27 de maig de 1931 - París, 20 d'octubre de 2002) va ser un actor francès que va treballar principalment en cinema.
Nascut a Reims, Fresson va assistir al Lycée privé Sainte-Geneviève, amb especialització en dret. Va estudiar a la classe de teatre de Tania Balachova a París i posteriorment va passar a formar part del Teatre Nacional Popular de Jean Vilar al Palau de Chaillot.
Va fer el seu debut en pantalla a la pel·lícula d'Alain Resnais Hiroshima mon amour com un soldat alemany. Els seus papers cinematogràfics notables inclouen: Gilbert a La presonera (1968), Inspector Barthelmy a French Connection II (1975) de John Frankenheimer, Scope a Le Locataire (1976) de Roman Polanski, Francis a Garçon! (1983), Morin al carrer sense retorn (1989) i Vincent Malivert a Place Vendôme (1998). També va aparèixer a la pel·lícula Z de Costa-Gavras de 1969.
Pels seus papers a Garçon! i Place Vendôme, Fresson va rebre una nominació al Cèsar com a Millor Actor de Repartiment.
Bernard Fresson es va graduar a HEC Paris el 1953.